# Peter Solan
Peter Solan (Banská Bystrica, 25 de abril de 1929 - Bratislava, 21 de septiembre de 2013) fue un director de cine y documentalista eslovaco. Se graduó en la Academia de Cine de Artes Escénicas de Praga en 1953. Recibió el Premio Igric por toda su carrera en 1994, y en 2004 fue galardonado con el Premio del Ministerio de Cultura de Eslovaquia por su extraordinaria contribución creativa al cine eslovaco.

## Obras

### TV y cine
- The Devil Never Sleeps (en eslovaco: Čert nespí) (1956)
- The Man Who Knocks (Eslovaco: Muž, ktorý klope) (1956)
- The Man Who Never Returned (Eslovaco: Muž, ktorý sa nevrátil) (1959)
- The Boxer and Death (Eslovaco: Boxer a smrt) (1962)
- A Face in the Window (Eslovaco: Tvár v okne) (1963)
- The Case of Barnabáš Kos (Eslovaco: Prípad Barnabáš Kos) (1964)
- Before Tonight Is Over (Eslovaco: Kým sa skončí táto noc) (1966)
- Seven Witnesses (Eslovaco: Sedem svedkov) (1967)
- ...and Be Good (Eslovaco: ...A sekať dobrotu) (1968)
- Dialogues 20-40-60 (Eslovaco: Dialóg 20-40-60) (1968)
- Famous Dog (Eslovaco: Slávny pes) (1971)
- And I'll Run to the Ends of the Earth (Eslovaco: A pobežím až na kraj sveta) (1979)
- Anticipation (Eslovaco: Tušenie) (1982)
- About Fame and Grass (Eslovaco: O sláve a tráve) (1984)

### Documentales
- Negative Development Process (en checo: Negativní vyvolávací proces)(1951)
- Thou Shalt Not Steal (Checo: Nepokradneš) (1973)
- Why They Avoid School (Checo: Prečo chodia poza školu) (1976)
- Everything Has Its Time (Checo: Všetko má svoj čas) (1976)